# Гольшанский, Семён Иванович
Семён Ива́нович Гольша́нский по прозвищу Лю́тый (ум. 1433) — государственный деятель Великого княжества Литовского. Представитель княжеского рода Гольшанских герба «Китоврас», сын Ивана Ольгимундовича Гольшанского.
Впервые упоминается как князь «Семён Иванович» в двух документах от 1387 и 1388 годов в числе поручителей перед Ягайло за Олехну Дмитриевича. Около 1420 года был наместником великого князя литовского Витовта в Новгороде, после его смерти активно участвовал в борьбе Сигизмунда и Свидригайло за власть в Великом княжестве Литовском на стороне первого. В 1432 году участвовал в покушении на Свидригайло, которому удалось спастись. Вероятно, в августе 1433 года попал в плен к Свидригайло и был казнён.
Имел семерых сыновей: Данилу (погиб в битве под Вилькомиром в 1435 году, сражался на стороне Свидригайло), Михаила Болобана, Юрия, Семёна, Александра, Андрея, Глеба и дочь Ульяну (замужем за Семёном Романовичем Кобринским).